# ホルメンコーレン・メダル
ホルメンコーレン・メダル（ノルウェー語: Holmenkollmedaljen）は、ノルウェーにおけるスキー界で最も権威ある賞である。
1895年からオスロのホルメンコーレンにて授与されている。
多くはノルディックスキー関係者に授与されてきたが1979年にはアルペンスキー選手のインゲマル・ステンマルク（スウェーデン）が受章するなど近年は広くスキー界の功労者に与えられるようになっている。
2011年からはバイアスロン関係者も授与対象に加えられた。

## 受章者一覧

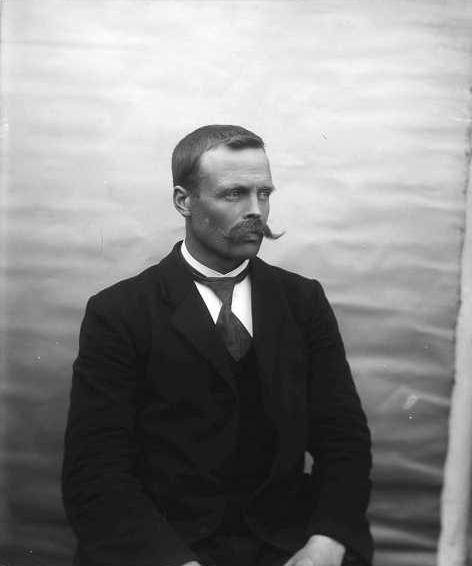
オーラヴ・ビアラント：1912年受章

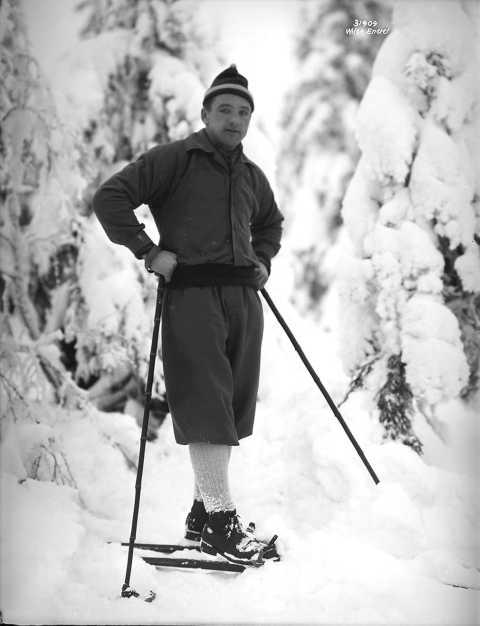
ヤコブ・チューリン・タムス：1926年受章

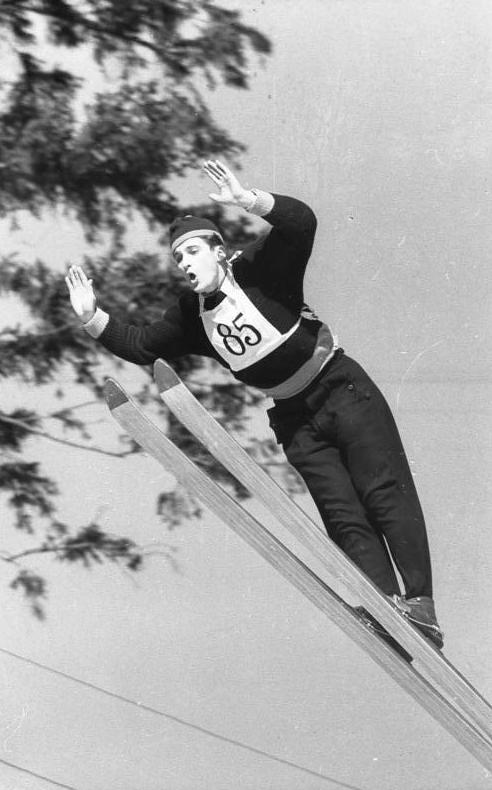
ヘルムート・レクナゲル：1960年受章

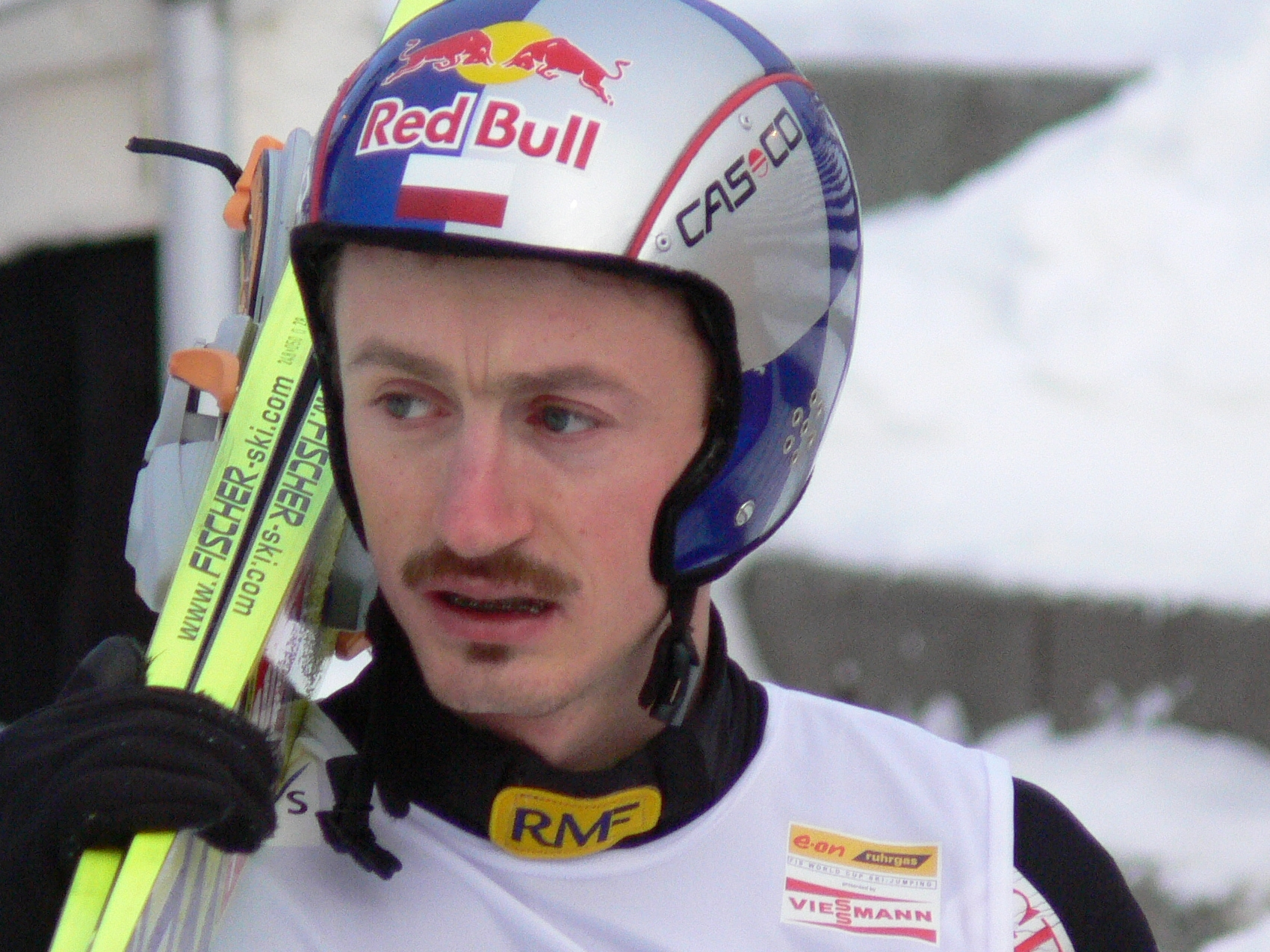
アダム・マリシュ：2001年受章

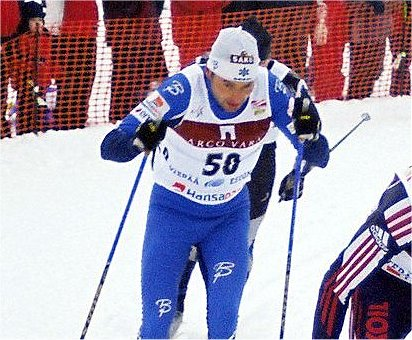
アンドルス・ベールパル：2005年受章

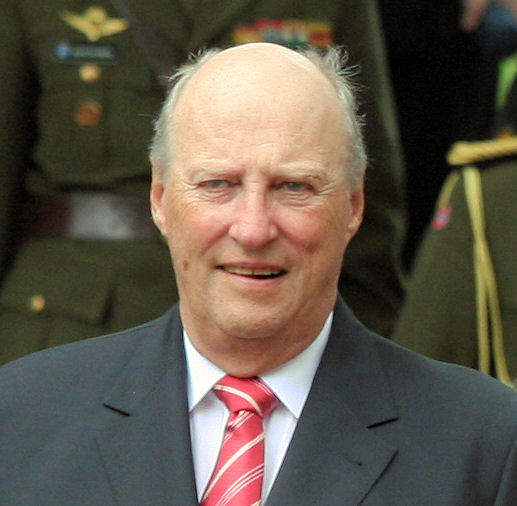
ハラール5世：2007年受章

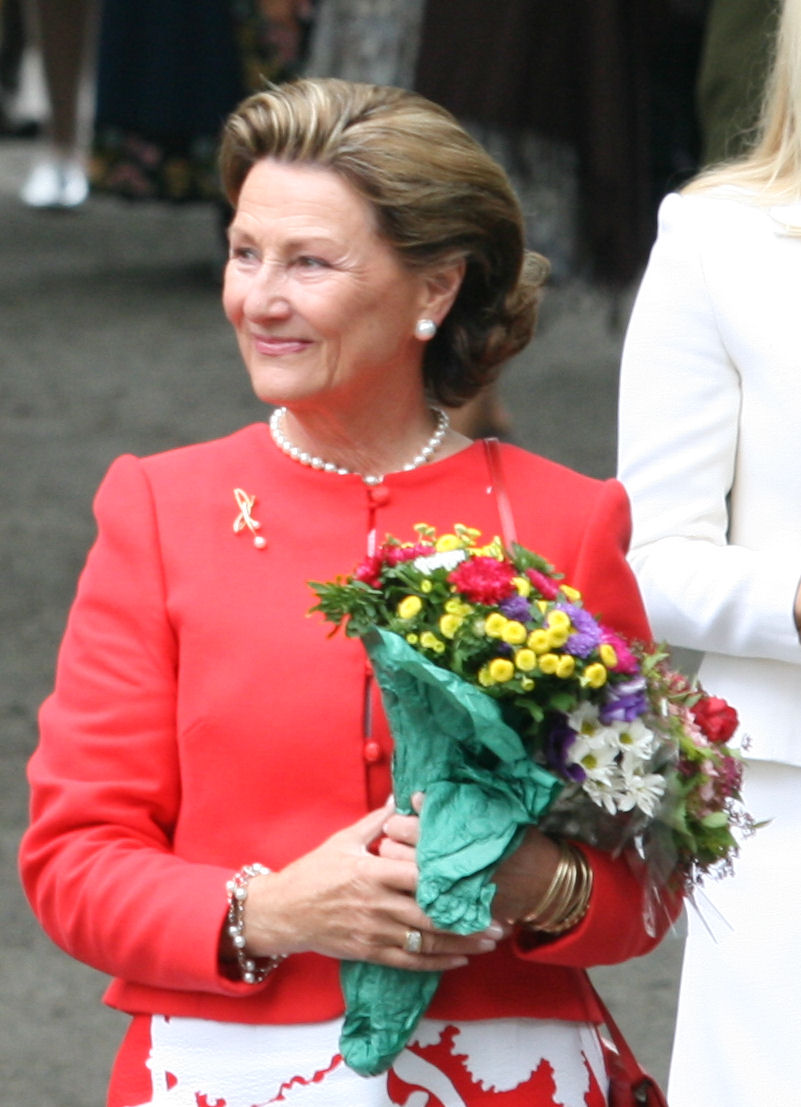
ソニア王妃：2007受章

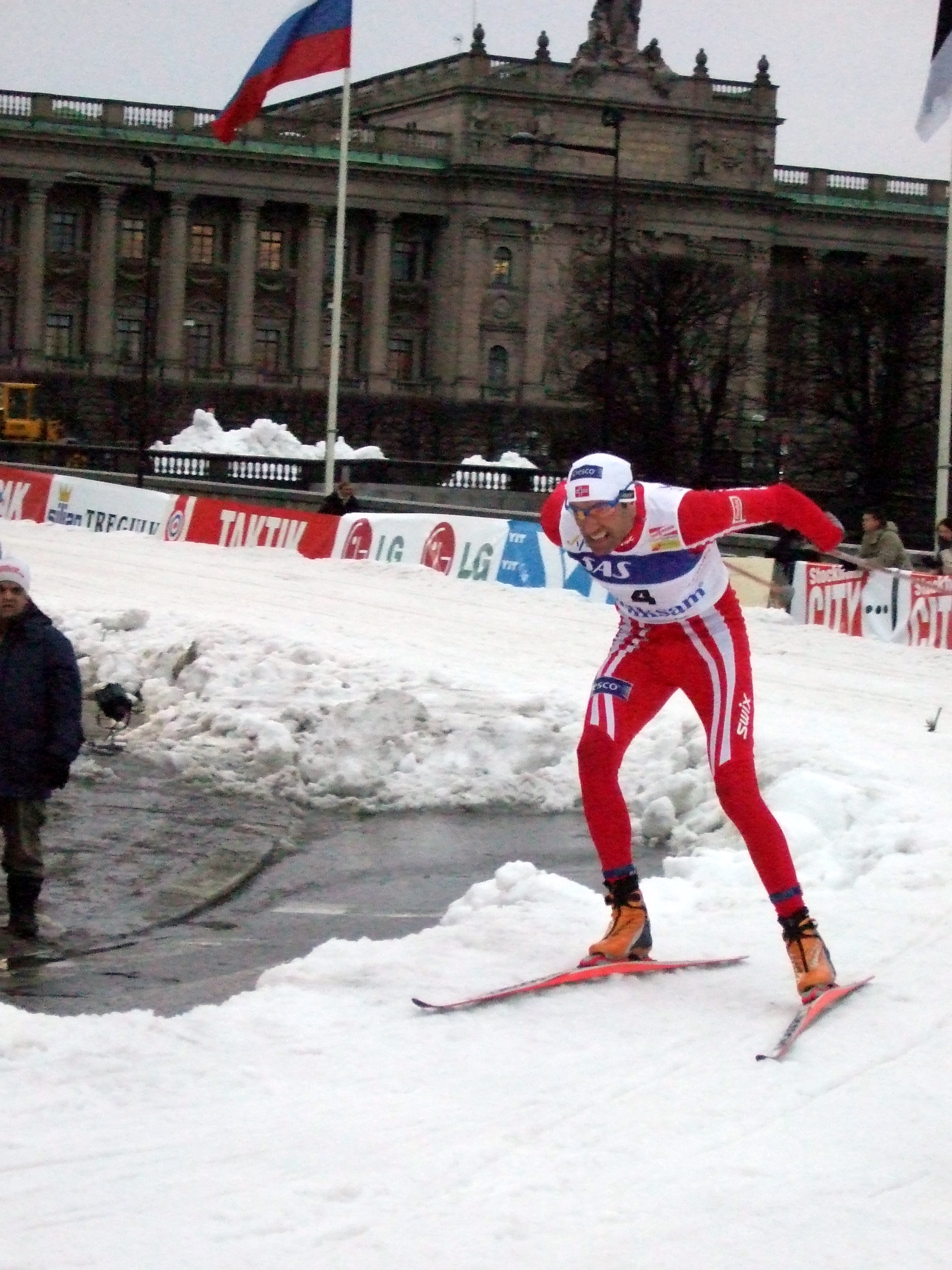
オッド＝ビョルン・イエルメセト：2007年受章

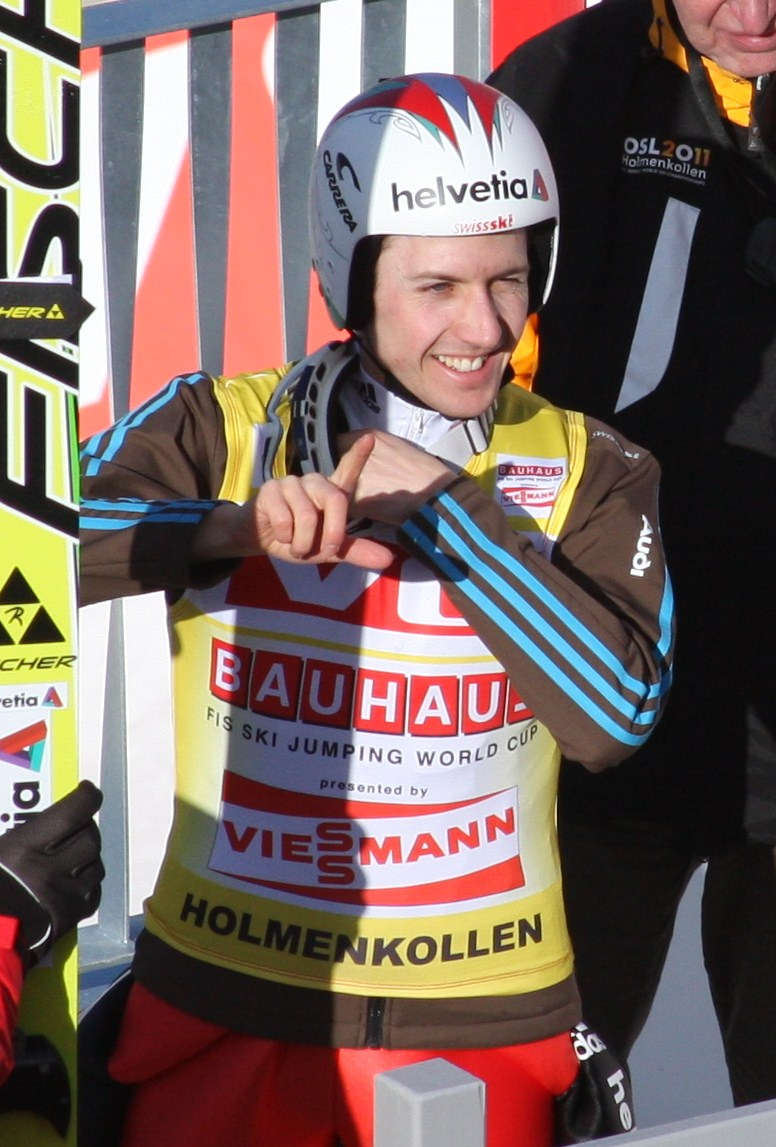
シモン・アマン：2007年受章

| 年度 | 受章者                             | 国                 | 種目                                     |
| ---- | ---------------------------------- | ------------------ | ---------------------------------------- |
| 1895 | ヴィクトル・ソーン                 | ノルウェーの旗     | ノルディック複合                         |
| 1897 | アスビョルン・ニルセン             | ノルウェーの旗     | ノルディック複合                         |
| 1899 | パウル・ブローテン                 | ノルウェーの旗     | クロスカントリースキー                   |
| 1899 | ルバート・ペルション               | ノルウェーの旗     | ノルディック複合                         |
| 1901 | アスケル・レフスタット             | ノルウェーの旗     | ノルディック複合                         |
| 1903 | カール・ホヴェルセン               | ノルウェーの旗     | ノルディック複合・スキージャンプ         |
| 1904 | ハラルト・スミット                 | ノルウェーの旗     | ノルディック複合                         |
| 1905 | ヨーナス・ホルメン                 | ノルウェーの旗     | クロスカントリースキー・ノルディック複合 |
| 1907 | ペール・バッケン                   | ノルウェーの旗     | ノルディック複合                         |
| 1908 | アイナル・クリスチャンセン         | ノルウェーの旗     | ノルディック複合                         |
| 1909 | トールヴァル・ハンセン             | ノルウェーの旗     | ノルディック複合                         |
| 1910 | ラウリッツ・ベルゲンダール         | ノルウェーの旗     | ノルディック複合                         |
| 1911 | オットー・タンゲン                 | ノルウェーの旗     | ノルディック複合                         |
| 1911 | クヌート・ホルスト                 | ノルウェーの旗     | ノルディック複合                         |
| 1912 | オーラヴ・ビアラント               | ノルウェーの旗     | ノルディック複合                         |
| 1914 | ヨハン・クリストファーセン         | ノルウェーの旗     | ノルディック複合                         |
| 1915 | スヴェーレ・エストビー             | ノルウェーの旗     | ノルディック複合                         |
| 1916 | ラーシュ・ヘグヴォルト             | ノルウェーの旗     | ノルディック複合                         |
| 1918 | ハンス・ホーン                     | ノルウェーの旗     | ノルディック複合                         |
| 1918 | ヨルゲン・ハンセン                 | ノルウェーの旗     | ノルディック複合                         |
| 1919 | トルライフ・ハウグ                 | ノルウェーの旗     | ノルディック複合                         |
| 1919 | オットー・アーセン                 | ノルウェーの旗     | ノルディック複合                         |
| 1923 | トラルフ・ストロムスタット         | ノルウェーの旗     | ノルディック複合                         |
| 1924 | ハラルド・エーケン                 | ノルウェーの旗     | ノルディック複合                         |
| 1924 | ヨハン・グロットムスブローテン     | ノルウェーの旗     | クロスカントリースキー・ノルディック複合 |
| 1925 | アイナル・ランヴィーク             | ノルウェーの旗     | クロスカントリースキー・ノルディック複合 |
| 1926 | ヤコブ・チューリン・タムス         | ノルウェーの旗     | スキージャンプ                           |
| 1927 | アイナル・ホーコンセン             | ノルウェーの旗     | クロスカントリースキー                   |
| 1927 | アイナル・ランボー                 | ノルウェーの旗     | ノルディック複合                         |
| 1928 | トリウス・ヘメストヴァイト         | ノルウェーの旗     | ノルディック複合                         |
| 1928 | ミッキエル・ヘメストヴァイト       | ノルウェーの旗     | ノルディック複合                         |
| 1931 | ハンス・ヴィンヤレンゲン           | ノルウェーの旗     | ノルディック複合                         |
| 1931 | オーレ・ステネン                   | ノルウェーの旗     | クロスカントリースキー                   |
| 1934 | オッドビョルン・ハーゲン           | ノルウェーの旗     | ノルディック複合                         |
| 1935 | アルネ・ルスタットスチュエン       | ノルウェーの旗     | クロスカントリースキー                   |
| 1937 | オラフ・ホフスバッケン             | ノルウェーの旗     | ノルディック複合                         |
| 1937 | ビルゲル・ルート                   | ノルウェーの旗     | スキージャンプ                           |
| 1937 | マルティン・ペーダー・ヴァングリ   | ノルウェーの旗     | クロスカントリースキー                   |
| 1938 | ライダル・アンデシェン             | ノルウェーの旗     | スキージャンプ                           |
| 1938 | ヨハン・R・ヘンリクセン            | ノルウェーの旗     | 特別表彰                                 |
| 1939 | スヴェン・セロンイェル             | スウェーデンの旗   | スキージャンプ・ノルディック複合         |
| 1939 | ラーシュ・ベルゲンダール           | ノルウェーの旗     | クロスカントリースキー                   |
| 1939 | トリグヴェ・ブローダール           | ノルウェーの旗     | クロスカントリースキー                   |
| 1940 | オスカー・ギョスリエン             | ノルウェーの旗     | ノルディック複合                         |
| 1940 | アンナル・リエン                   | ノルウェーの旗     | クロスカントリースキー・ノルディック複合 |
| 1947 | エルリング・ルーネス               | ノルウェーの旗     | クロスカントリースキー                   |
| 1948 | アスビョルン・ルート               | ノルウェーの旗     | スキージャンプ                           |
| 1949 | シグムント・ルート                 | ノルウェーの旗     | スキージャンプ                           |
| 1950 | オーラフ・エーケン                 | ノルウェーの旗     | クロスカントリースキー                   |
| 1951 | シモン・スロットビーク             | ノルウェーの旗     | ノルディック複合                         |
| 1952 | スタイン・エリクセン               | ノルウェーの旗     | アルペンスキー                           |
| 1952 | トールビョルン・ファルカンゲル     | ノルウェーの旗     | スキージャンプ                           |
| 1952 | ヘイッキ・ハス                     | フィンランドの旗   | クロスカントリースキー・ノルディック複合 |
| 1952 | ニルス・カールソン                 | スウェーデンの旗   | クロスカントリースキー                   |
| 1953 | マグナル・エステンスタット         | ノルウェーの旗     | ノルディック複合                         |
| 1954 | マルティン・ストッケン             | ノルウェーの旗     | ノルディック複合                         |
| 1955 | ホーコン7世                        | ノルウェーの旗     | 特別表彰                                 |
| 1955 | ハルゲイル・ブレンデン             | ノルウェーの旗     | クロスカントリースキー                   |
| 1955 | ヴェイッコ・ハクリネン             | フィンランドの旗   | クロスカントリースキー                   |
| 1955 | スヴェーレ・ステネルセン           | ノルウェーの旗     | ノルディック複合                         |
| 1956 | ボルグヒルド・ニスキン             | ノルウェーの旗     | アルペンスキー                           |
| 1956 | アルンフィン・ベルクマン           | ノルウェーの旗     | スキージャンプ                           |
| 1956 | アルネ・ホール                     | ノルウェーの旗     | スキージャンプ                           |
| 1957 | エーロ・コーレマイネン             | フィンランドの旗   | クロスカントリースキー                   |
| 1958 | インゲル・ビョルンバッケン         | ノルウェーの旗     | アルペンスキー                           |
| 1958 | ホーコン・ブルスヴェーン           | ノルウェーの旗     | クロスカントリースキー                   |
| 1959 | グンダー・グンダーセン             | ノルウェーの旗     | ノルディック複合                         |
| 1960 | ヘルムート・レクナゲル             | 西ドイツの旗       | アルペンスキー                           |
| 1960 | シクステン・イェルンベリ           | スウェーデンの旗   | クロスカントリースキー                   |
| 1960 | スヴェーレ・ステンシェイム         | ノルウェーの旗     | クロスカントリースキー                   |
| 1960 | トルモト・クヌートセン             | ノルウェーの旗     | ノルディック複合                         |
| 1961 | ハラルド・グリュニンゲン           | ノルウェーの旗     | クロスカントリースキー                   |
| 1962 | トラルフ・エンヤン                 | ノルウェーの旗     | スキージャンプ                           |
| 1963 | アレフティナ・コルチナ             | ソビエト連邦の旗   | クロスカントリースキー                   |
| 1963 | パヴェル・コルチン                 | ソビエト連邦の旗   | クロスカントリースキー                   |
| 1963 | アストリド・サンビーク             | ノルウェーの旗     | アルペンスキー                           |
| 1963 | トールビョルン・イゲセット         | ノルウェーの旗     | スキージャンプ                           |
| 1964 | ヴェイッコ・カンコネン             | フィンランドの旗   | スキージャンプ                           |
| 1964 | エーロ・マンティランタ             | フィンランドの旗   | クロスカントリースキー                   |
| 1964 | ゲオルク・トーマ                   | 西ドイツの旗       | ノルディック複合                         |
| 1964 | ハルボル・ナース                   | ノルウェーの旗     | スキージャンプ                           |
| 1965 | アルト・ティアイネン               | フィンランドの旗   | クロスカントリースキー                   |
| 1965 | ベンクト・エリクソン               | スウェーデンの旗   | ノルディック複合                         |
| 1965 | アルネ・ラルセン                   | ノルウェーの旗     | ノルディック複合                         |
| 1967 | トイニ・グスタフソン               | スウェーデンの旗   | クロスカントリースキー                   |
| 1967 | オーレ・エレフセーター             | ノルウェーの旗     | クロスカントリースキー                   |
| 1968 | オーラヴ5世                        | ノルウェーの旗     | スキージャンプ・特別表彰                 |
| 1968 | アーサー・レーンルンド             | スウェーデンの旗   | クロスカントリースキー                   |
| 1968 | イェルムン・エッゲン               | ノルウェーの旗     | クロスカントリースキー                   |
| 1968 | ビョルン・ヴィルコラ               | ノルウェーの旗     | スキージャンプ                           |
| 1969 | オッド・マルティンセン             | ノルウェーの旗     | クロスカントリースキー                   |
| 1970 | ポール・チルダム                   | ノルウェーの旗     | クロスカントリースキー                   |
| 1971 | マルヤッタ・カヨスマ               | フィンランドの旗   | クロスカントリースキー                   |
| 1971 | ベリト・メルドレ                   | ノルウェーの旗     | クロスカントリースキー                   |
| 1971 | ライダル・ヒェルムスタット         | ノルウェーの旗     | クロスカントリースキー                   |
| 1972 | ラウノ・ミエッティネン             | フィンランドの旗   | ノルディック複合                         |
| 1972 | マグネ・ミルモ                     | ノルウェーの旗     | クロスカントリースキー                   |
| 1973 | アイナル・ベルクスラント           | ノルウェーの旗     | 特別表彰                                 |
| 1973 | インゴルフ・モルク                 | ノルウェーの旗     | スキージャンプ                           |
| 1973 | フランツ・ケラー                   | 西ドイツの旗       | ノルディック複合                         |
| 1974 | ユハ・ミエト                       | フィンランドの旗   | クロスカントリースキー                   |
| 1975 | ゲルハルト・グリマー               | 東ドイツの旗       | クロスカントリースキー                   |
| 1975 | オッドヴァール・ブロー             | ノルウェーの旗     | クロスカントリースキー                   |
| 1975 | イヴァール・フォルモ               | ノルウェーの旗     | クロスカントリースキー                   |
| 1976 | ウルリヒ・ベーリンク               | 東ドイツの旗       | ノルディック複合                         |
| 1977 | ヘレナ・タカロ                     | フィンランドの旗   | クロスカントリースキー                   |
| 1977 | ヒルッカ・クントラ                 | フィンランドの旗   | クロスカントリースキー                   |
| 1977 | ヴァルター・シュタイナー           | スイスの旗         | スキージャンプ                           |
| 1979 | インゲマル・ステンマルク           | スウェーデンの旗   | アルペンスキー                           |
| 1979 | エリック・ホーカー                 | ノルウェーの旗     | アルペンスキー                           |
| 1979 | ライサ・スメタニナ                 | ソビエト連邦の旗   | クロスカントリースキー                   |
| 1980 | トーマス・ワシュベリ               | スウェーデンの旗   | クロスカントリースキー                   |
| 1981 | ヨハン・セトレ                     | ノルウェーの旗     | スキージャンプ                           |
| 1983 | ベリト・アウンリ                   | ノルウェーの旗     | クロスカントリースキー                   |
| 1983 | トム・サントベルク                 | ノルウェーの旗     | ノルディック複合                         |
| 1984 | ラーシュ＝エリック・エリックセン   | ノルウェーの旗     | クロスカントリースキー                   |
| 1984 | ヤコブ・ヴォーゲ                   | ノルウェーの旗     | 特別表彰                                 |
| 1984 | アルミン・コグラー                 | オーストリアの旗   | スキージャンプ                           |
| 1985 | アネッテ・ボーエ                   | ノルウェーの旗     | クロスカントリースキー                   |
| 1985 | ペール・ベルゲルード               | ノルウェーの旗     | スキージャンプ                           |
| 1985 | グンデ・スヴァン                   | スウェーデンの旗   | クロスカントリースキー                   |
| 1986 | ブリット・ペテルセン               | ノルウェーの旗     | クロスカントリースキー                   |
| 1987 | マッチ・ニッカネン                 | フィンランドの旗   | スキージャンプ                           |
| 1987 | ヘルマン・ヴァインブーフ           | 西ドイツの旗       | ノルディック複合                         |
| 1989 | マルヤ＝リーサ・キルヴェスニエミ   | フィンランドの旗   | クロスカントリースキー                   |
| 1991 | ヴェガール・ウルヴァン             | ノルウェーの旗     | クロスカントリースキー                   |
| 1991 | トロント＝アイナル・エルデン       | ノルウェーの旗     | ノルディック複合                         |
| 1991 | エルンスト・フェットーリ           | オーストリアの旗   | スキージャンプ                           |
| 1991 | イェンス・バイスフロク             | ドイツの旗         | スキージャンプ                           |
| 1992 | エレーナ・ヴェルベ                 | ロシアの旗         | クロスカントリースキー                   |
| 1993 | エミル・クヴァンリット             | ノルウェーの旗     | ノルディック複合                         |
| 1994 | リュボーフィ・エゴロワ             | ロシアの旗         | クロスカントリースキー                   |
| 1994 | ヴラジーミル・スミルノフ           | カザフスタンの旗   | クロスカントリースキー                   |
| 1994 | エスペン・ブレーデセン             | ノルウェーの旗     | スキージャンプ                           |
| 1995 | 荻原健司                           | 日本の旗           | ノルディック複合                         |
| 1996 | マヌエラ・ディ・チェンタ           | イタリアの旗       | クロスカントリースキー                   |
| 1997 | ビャルテ・エンゲン・ビーク         | ノルウェーの旗     | ノルディック複合                         |
| 1997 | ステファーニア・ベルモンド         | イタリアの旗       | クロスカントリースキー                   |
| 1997 | ビョルン・ダーリ                   | ノルウェーの旗     | クロスカントリースキー                   |
| 1998 | フレッド・ボーレ・ルンベルク       | ノルウェーの旗     | ノルディック複合                         |
| 1998 | ラリサ・ラズチナ                   | ロシアの旗         | クロスカントリースキー                   |
| 1998 | アレクセイ・プロクロロフ           | ロシアの旗         | クロスカントリースキー                   |
| 1998 | ハッリ・キルヴェスニエミ           | フィンランドの旗   | クロスカントリースキー                   |
| 1999 | 船木和喜                           | 日本の旗           | スキージャンプ                           |
| 2001 | アダム・マリシュ                   | ポーランドの旗     | スキージャンプ                           |
| 2001 | ベンテ・スカリ                     | ノルウェーの旗     | クロスカントリースキー                   |
| 2001 | トーマス・アルスゴール             | ノルウェーの旗     | クロスカントリースキー                   |
| 2003 | フェリックス・ゴットヴァルト       | オーストリアの旗   | ノルディック複合                         |
| 2003 | ロニー・アッカーマン               | ドイツの旗         | ノルディック複合                         |
| 2004 | ユリヤ・チェパロワ                 | ロシアの旗         | クロスカントリースキー                   |
| 2005 | アンドルス・ヴェールパル           | エストニアの旗     | クロスカントリースキー                   |
| 2007 | フローデ・エステル                 | ノルウェーの旗     | クロスカントリースキー                   |
| 2007 | オッド＝ビョルン・イエルメセト     | ノルウェーの旗     | クロスカントリースキー                   |
| 2007 | ハラール5世                        | ノルウェーの旗     | 特別表彰                                 |
| 2007 | ソニア王妃                         | ノルウェーの旗     | 特別表彰                                 |
| 2007 | シモン・アマン                     | スイスの旗         | スキージャンプ                           |
| 2010 | マリット・ビョルゲン               | ノルウェーの旗     | クロスカントリースキー                   |
| 2011 | ヤンネ・アホネン                   | フィンランドの旗   | スキージャンプ                           |
| 2011 | オーレ・アイナル・ビョルンダーレン | ノルウェーの旗     | バイアスロン                             |
| 2011 | ミヒャエル・グライス               | ドイツの旗         | バイアスロン                             |
| 2011 | アンドレア・ヘンケル               | ドイツの旗         | バイアスロン                             |
| 2012 | マグダレナ・ノイナー               | ドイツの旗         | バイアスロン                             |
| 2012 | エミル・ヘグル・スベンセン         | ノルウェーの旗     | バイアスロン                             |
| 2013 | トーラ・ベルゲル                   | ノルウェーの旗     | バイアスロン                             |
| 2013 | マルタン・フールカデ               | フランスの旗       | バイアスロン                             |
| 2013 | テレーセ・ヨーハウグ               | ノルウェーの旗     | クロスカントリースキー                   |
| 2013 | グレゴア・シュリーレンツァウアー   | オーストリアの旗   | スキージャンプ                           |
| 2014 | マグヌス・モーアン                 | ノルウェーの旗     | ノルディック複合                         |
| 2014 | エリック・フレンツェル             | ドイツの旗         | ノルディック複合                         |
| 2014 | トーマス・モルゲンシュテルン       | オーストリアの旗   | スキージャンプ                           |
| 2014 | ダリア・ドムラチェワ               | ベラルーシの旗     | バイアスロン                             |
| 2015 | エルダル・ルンニン                 | ノルウェーの旗     | クロスカントリースキー                   |
| 2015 | アンデシュ・バーダル               | ノルウェーの旗     | スキージャンプ                           |
| 2015 | アネッテ・サーゲン                 | ノルウェーの旗     | スキージャンプ                           |
| 2015 | カミル・ストッフ                   | ポーランドの旗     | スキージャンプ                           |
| 2016 | タリヤイ・ベー                     | ノルウェーの旗     | バイアスロン                             |
| 2016 | 葛西紀明                           | 日本の旗           | スキージャンプ                           |
| 2017 | マリー・ドラン＝アベール           | フランスの旗       | バイアスロン                             |
| 2017 | 高梨沙羅                           | 日本の旗           | スキージャンプ                           |
| 2018 | ハロッテ・カッラ                   | スウェーデンの旗   | クロスカントリースキー                   |
| 2018 | アストリッド王女                   | ノルウェーの旗     | 特別表彰                                 |
| 2018 | ハンヌ・マンニネン                 | フィンランドの旗   | ノルディック複合                         |
| 2018 | カイサ・マカライネン               | フィンランドの旗   | バイアスロン                             |
| 2021 | マーレン・ルンビ                   | ノルウェーの旗     | スキージャンプ                           |
| 2021 | ヨハンネス・ティングネス・ベー     | ノルウェーの旗     | バイアスロン                             |
| 2021 | ダリオ・コロニャ                   | スイスの旗         | クロスカントリースキー                   |
| 2021 | ヨハネス・ルゼック                 | ドイツの旗         | ノルディック複合                         |
| 2022 | ティリ・エックホフ                 | ノルウェーの旗     | バイアスロン                             |
| 2022 | マルテ・オルスブ・ロイセランド     | ノルウェーの旗     | バイアスロン                             |
| 2022 | ヨハネス・ホスフロット・クレボ     | ノルウェーの旗     | クロスカントリースキー                   |
| 2022 | ヨルゲン・グラバク                 | ノルウェーの旗     | ノルディック複合                         |
| 2023 | マイケン・カスペルセン・ファラ     | ノルウェーの旗     | クロスカントリースキー                   |
| 2023 | シュテファン・クラフト             | オーストリアの旗   | スキージャンプ                           |
| 2024 | ジェシー・ディギンズ               | アメリカ合衆国の旗 | クロスカントリースキー                   |
| 2024 | シメン・ヘグスタッド・クルーガー   | ノルウェーの旗     | クロスカントリースキー                   |
| 2024 | ヤール・マグヌス・リーベル         | ノルウェーの旗     | ノルディック複合                         |
| 2025 | リボ・リスカネン                   | フィンランドの旗   | クロスカントリースキー                   |
| 2025 | ペテル・プレヴツ                   | スロベニアの旗     | スキージャンプ                           |
| 2025 | 渡部暁斗                           | 日本の旗           | ノルディック複合                         |
| 2025 | ドロテア・ウィーラー               | イタリアの旗       | バイアスロン                             |
| 2025 | クエンティン・フィヨン・マイレット | フランスの旗       | バイアスロン                             |

## 受章者の詳細
- 1895年から2010年までに157名が受章し、そのうち男性134名、女性23名である。
- クロスカントリースキー選手が63名、ノルディック複合選手が27名、スキージャンプ選手が26名、複数の種目の選手が15名、アルペンスキー選手が6名、その他ノルディックスキーに対して顕著な功績を残した者が20名。
- おじとおいで共に受章したのが2組：1910年ラウリッツ・ベルゲンダールと1939年ラーシュ・ベルゲンダール、1924年ハラルド・エーケンと1950年オーラフ・エーケン
- 兄弟で受章したのが2組：1928年トリウス・ヘメストヴァイトとミッキエル・ヘメストヴァイト、1937年ビルゲル・ルートと1948年アスビョルン・ルートと1949年シグムント・ルート
- 父と娘で共に受章したのが1組：1969年オッド・マルティンセンと2001年ベンテ・スカリ
- 父、子、孫と3代で受章したのが1組：1955年ホーコン7世、1968年オーラヴ5世、2007年ハラール5世
- 夫婦で受章したのが4組：1963年アレフティナ・コルチナとパヴェル・コルチン、1967年トイニ・グスタフソンと1968年アーサー・レーンルンド、1989年マルヤ＝リーサ・キルヴェスニエミと1998年ハッリ・キルヴェスニエミ、2007年ハラール5世とソニア王妃